# Мур, Генри, 10-й граф Дрохеда
Генри Чарльз Понсонби Мур, 10-й граф Дрохеда (англ. Henry Charles Ponsonby Moore, 10th Earl of Drogheda; 21 апреля 1884 — 22 ноября 1957) — англо-ирландский пэр, офицер британской армии, адвокат.

## Происхождение и образование
Родился 21 апреля 1884 года. Единственный сын Понсонби Уильяма Мура, 9-го графа Дроэды (1846—1908), и Энн Тауэр Мойр (? — 1924), дочери Джорджа Мойра. Он получил образование в Итонском колледже и в Тринити-колледже в Кембридже.
Его отец унаследовал титул графа Дроэда в 1892 году после смерти своего дальнего родственника, Генри Мура, 3-го маркиза Дроэды (1825—1892), который не имел детей.
28 октября 1908 года после смерти своего отца Генри Мур унаследовал титулы 10-го графа Дроэды (Пэрство Ирландии), 12-го виконта Мура из Дроэды (Пэрство Ирландии) и 12-го барона Мура из Меллефонта в графстве Лаут (Пэрство Ирландии).

## Карьера

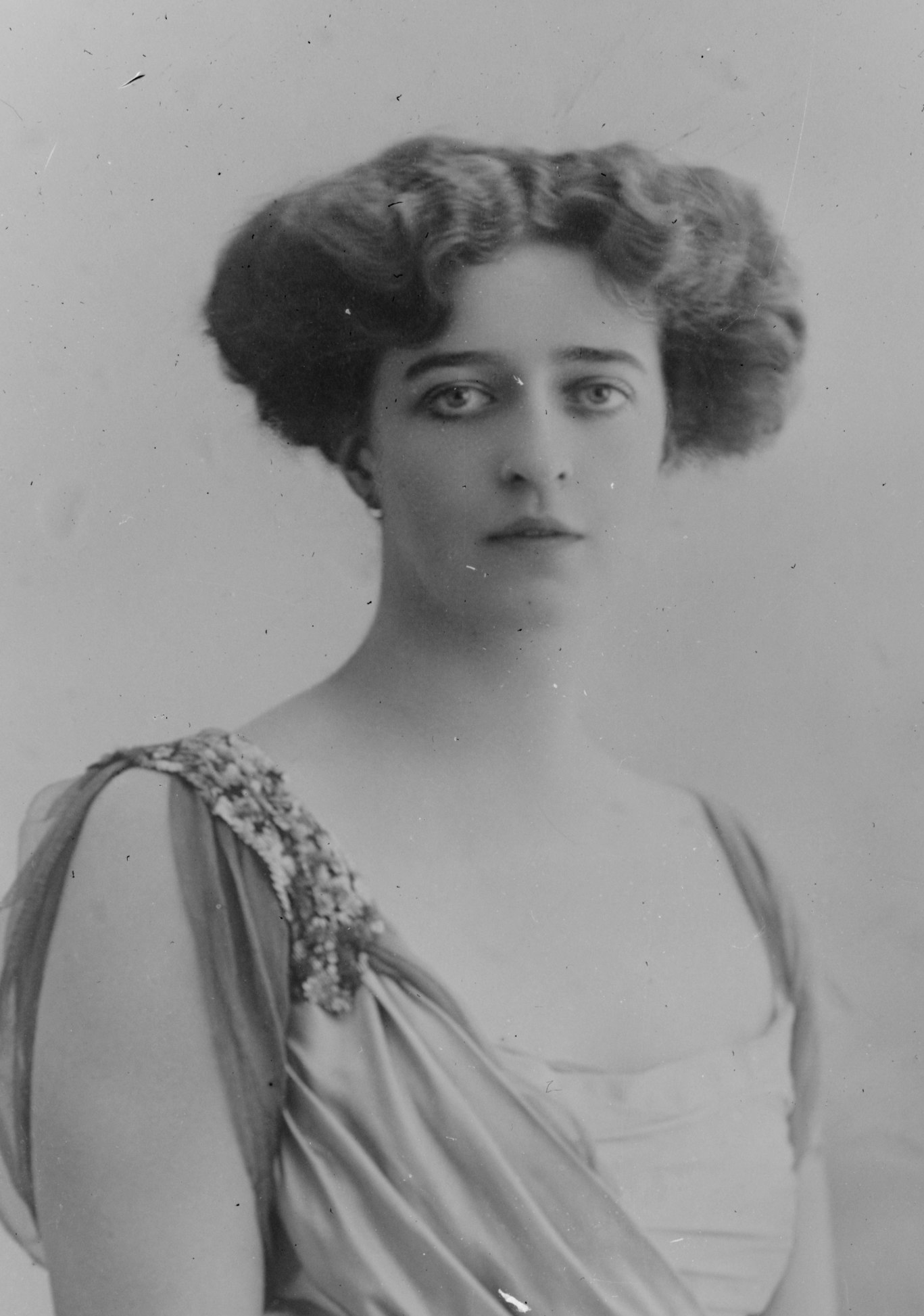
Камео-портрет его первой жены Кэтлин Пелэм Берн, 1909 год.

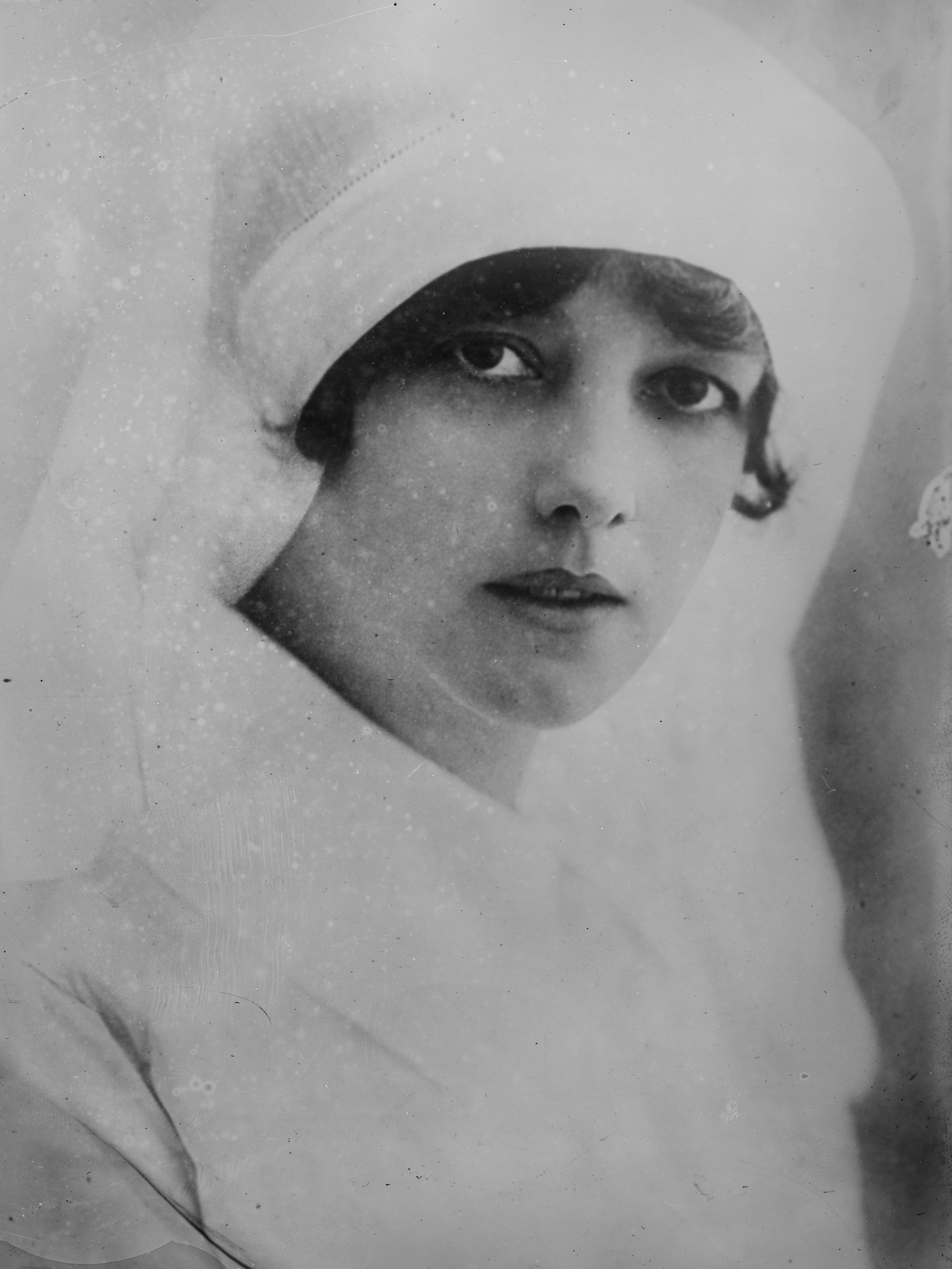
Фотография его второй жены, когда она была известна как леди Виктор Пэджет, медсестрой Красного Креста, обслуживающей больницы в Великобритании, 1916 год

Генри Мур работал клерком в Министерстве иностранных дел Великобритании с 1907 по 1917 год. В июле 1917 года он был зачислен в ирландскую гвардию и участвовал в Первой мировой войне. В 1919 году он был награжден Орденом Святых Михаила и Георгия. В 1921 году он уволился с военной службы.
После ухода из армии лорд Дроэда обучался юриспруденции и стал членом Иннер-Темпла. Квалифицированный адвокат, он в основном практиковал в суде по бракоразводным процессам и "сыграл важную роль в продвижении реформы по разводам в Палате лордов"ref name="1957Obit"/>.
С 1913 по 1957 год — один из ирландских пэров-представителей в Палате лордов Великобритании.

## Государственная служба
Во время Второй мировой войны лорд Дроэда занимал должность генерального директора Министерства экономической войны с 1942 по 1945 год. 1 января 1945 года он был посвящен в рыцари-командоры ордена Святых Михаила и Святого Георгия. В 1946—1957 годах — председатель комитетов и заместитель спикера Палаты лордов, а в 1951 году он стал членом Тайного совета Великобритании.
30 января 1954 года ему был пожалован титул барона Мура из Кобэма в графстве Суррей в системе Пэрства Соединённого королевства, что дало ему и его потомкам автоматические места в Палате лордов.
В 1918—1922 годах — последний лорд-лейтенант графства Килдэр.

## Личная жизнь
Лорд Дроэда был дважды женат. 3 марта 1909 года он женился первым браком на Кэтлин Пелэм Берн (1887 — 18 марта 1966), британской светской львице, летчике и спортсменке, которую считали одной из «ярких молодых людей». Она была дочерью Чарльза Мейтленда Пелхэма-Бёрна и Изабеллы Романес Рассел. Супруги развелись в 1922 году. Дети от первого брака:
- Чарльз Мур, 11-й граф Дрохеда (23 апреля 1910 — 24 декабря 1989), известный как Гаррет Мур, который женился на британской радиоведущей Джоан Элеоноре (урожденной Биркбек) Карр в 1935 году[12].
- Леди Патрисия Дорин Мур (20 сентября 1912 — 3 марта 1947), в 1933 году она вышла замуж за сэра Герберта Лэтэма, 2-го баронета[англ.][13]. В 1941 году они развелись[14][15]. В 1943 году она вышла замуж за Ричарда Ахерна[англ.], сына Уильяма Ахерна, в доме актера Кэри Гранта[16]. Они развелись в 1943 году.

После развода 22 июня 1922 года лорд Дроэда женился вторым браком на леди Виктор Пэджет (? — 24 ноября 1947, урожденной Олив Мэри Митьярд), популярной актрисе, дочери Джорджа Митъярда. Она была бывшей женой лорда Виктора Пэджета (1889—1952), младшего брата Чарльза Пэджета, 6-го маркиз Англси.
Лорд Дроэда скончался 22 ноября 1957 года, и ему наследовал его старший сын от первого брака Чарльз, который в то время был управляющим директором The Financial Times.